# Kyle Singler
Kyle Edward Singler (Medford, Oregón, 4 de mayo de 1988) es un exjugador de baloncesto estadounidense que disputó seis temporadas en la NBA y dos más en España. Con 2,03 metros de altura jugaba en la posición de alero. Es hermano del también jugador de baloncesto E.J. Singler.

## Trayectoria deportiva

### Universidad
Tras participar en 2007 en el prestigioso McDonald's All-American Game, jugó durante cuatro temporadas con los Blue Devils de la Universidad de Duke, en las que promedió 16,2 puntos, 6,8 rebotes y 2,0 asistencias por partido. En su primera temporada fue elegido Rookie del Año de la Atlantic Coast Conference tras liderar la anotación entre los novatos de la conferencia, con 14,8 puntos por partido, consiguiendo 10 o más puntos en 24 de los 30 partidos disputados, solo superado en su equipo por DeMarcus Nelson.
En 2010 consiguió junto con su equipo el Torneo de la NCAA tras derrotar a Butler en la final, consiguiendo 19 puntos y 9 rebotes, siendo elegido como Mejor Jugador del Torneo. En sus dos últimas temporadas fue elegido en el mejor quinteto de la ACC.

#### Estadísticas
| Año     | Equipo | PJ  | PT  | MPP  | %TC  | %3P  | %TL  | RPP | APP | ROB | TPP | PPP  |
| ------- | ------ | --- | --- | ---- | ---- | ---- | ---- | --- | --- | --- | --- | ---- |
| 2007–08 | Duke   | 34  | 34  | 28.6 | .457 | .340 | .774 | 5.8 | 1.4 | 1.1 | .7  | 13.3 |
| 2008–09 | Duke   | 37  | 36  | 32.2 | .441 | .383 | .713 | 7.7 | 2.4 | 1.5 | 1.0 | 16.5 |
| 2009–10 | Duke   | 40  | 40  | 35.9 | .415 | .399 | .798 | 7.0 | 2.4 | 1.0 | .8  | 17.7 |
| 2010–11 | Duke   | 37  | 37  | 34.8 | .430 | .321 | .806 | 6.8 | 1.6 | .9  | .3  | 16.9 |
| Total   | Total  | 148 | 147 | 33.0 | .433 | .363 | .773 | 6.9 | 2.0 | 1.1 | .7  | 16.2 |

### Profesional
Fue elegido en la trigésimo tercera posición del Draft de la NBA de 2011 por Detroit Pistons, pero fichó finalmente por el Lucentum Alicante de la liga ACB, con una cláusula que le permitía su salida en caso de desbloqueo del lockout de la NBA.
En su debut en la Liga Endesa en la primera jornada contra el Bizkaia Bilbao Basket logró el MVP de la jornada con 32 puntos de valoración. En sus diez partidos en el Lucentum Alicante promedió 14,4 puntos y 3,4 rebotes, dejando al equipo con un balance de 7 victorias y 3 derrotas, siendo estos el equipo revelación de la ACB.
Tras el desbloqueo del lockout de la NBA a finales de noviembre ficha por el Real Madrid hasta el final de la temporada 2011-2012 para sustituir a Rudy Fernández, consiguiendo ganar la Copa del Rey.
En julio de 2012 firmó un contrato de dos años con Detroit Pistons.
El 19 de febrero de 2015, fue traspasado a los Oklahoma City Thunder en un acuerdo a tres bandas, en el cual además recalaron en el equipo Enes Kanter, DJ Augustin y Steve Novak, los Utah Jazz se hicieron con Kendrick Perkins, Grant Jerrett, los derechos de Tibor Pleiß y dos futuras rondas del draft, y los Detroit Pistons recibieron a Reggie Jackson.
En la NBA disputó 363 partidos sin conseguir ser un jugador relevante pero si un buen complemento de rol en algunas etapas, como muestran sus 6'5 puntos y 2'9 rebotes en temporada regular.
El 30 de septiembre de 2018, se confirma la vuelta del jugador a la Liga Endesa para jugar en las filas del Monbus Obradoiro gallego.
Tras una temporada en el club gallego, el 27 de julio de 2019 se hizo oficial su fichaje por el Iberostar Tenerife. En octubre de ese mismo año, y tras solo dos encuentros con el Tenerife, decide abandonar el baloncesto en activo aludiendo motivos personales.

## Estadísticas de su carrera en la NBA

### Temporada regular
| Año     | Equipo        | PJ  | PT  | MPP  | %TC  | %3P  | %TL  | RPP | APP | ROB | TPP | PPP |
| ------- | ------------- | --- | --- | ---- | ---- | ---- | ---- | --- | --- | --- | --- | --- |
| 2012-13 | Detroit       | 82  | 74  | 28.0 | .428 | .350 | .806 | 4.0 | .9  | .7  | .5  | 8.8 |
| 2013-14 | Detroit       | 82  | 36  | 28.5 | .447 | .382 | .826 | 3.7 | .9  | .8  | .5  | 9.6 |
| 2014-15 | Detroit       | 54  | 40  | 23.8 | .400 | .406 | .806 | 2.6 | 1.2 | .5  | .3  | 7.1 |
| 2014-15 | Oklahoma City | 26  | 18  | 17.5 | .333 | .370 | .688 | 2.1 | .7  | .5  | .3  | 3.7 |
| 2015-16 | Oklahoma City | 68  | 2   | 14.4 | .389 | .309 | .659 | 2.1 | .4  | .4  | .1  | 3.4 |
| 2016-17 | Oklahoma City | 32  | 2   | 12.0 | .410 | .189 | .765 | 1.5 | .3  | .2  | .2  | 2.8 |
| 2017-18 | Oklahoma City | 12  | 0   | 4.9  | .333 | .400 | .538 | .8  | .2  | .1  | .0  | 1.9 |
| Total   | Total         | 356 | 172 | 21.9 | .418 | .362 | .786 | 2.9 | .8  | .6  | .3  | 6.5 |

### Playoffs
| Año   | Equipo        | PJ | PT | MPP  | %TC  | %3P  | %TL  | RPP | APP | ROB | TPP | PPP |
| ----- | ------------- | -- | -- | ---- | ---- | ---- | ---- | --- | --- | --- | --- | --- |
| 2016  | Oklahoma City | 6  | 0  | 8.5  | .333 | .500 | .000 | 1.2 | .0  | .2  | .0  | 1.3 |
| 2017  | Oklahoma City | 1  | 0  | 10.0 | .000 | .000 | .000 | 1.0 | .0  | .0  | .0  | .0  |
| Total | Total         | 7  | 0  | 8.7  | .300 | .500 | .000 | 1.1 | .0  | .1  | .0  | 1.1 |

## Vida personal
Su padre, Ed, fue quarterback en la universidad de Oregon State entre 1978 y 1982, mientras que su madre, Kris, jugó al baloncesto universitario también para Oregon State entre 1973 y 1976.
Su hermano menor, E.J., es también jugador profesional de baloncesto.
En noviembre de 2024 publicó un vídeo en redes sociales en el que se le veía muy desmejorado físicamente y en el que decía que temía por su vida. Varios jugadores y excompañeros NBA, como Kevin Love, Isaiah Thomas o Andre Drummond, reaccionaron al vídeo y le mostraron su apoyo.